# 벤하닷 3세
벤 하닷 3세는 아람의 왕이며 하자엘의 아들이자 후계자였다.

## 생애
여호아하스가 여호와 보기에 악을 행하여 하사엘과 벤 하닷에게 넘겨주었다. 아람의 왕 하사엘이 죽자, 그의 아들 벤 하닷 3세가 대신하여 왕이 되었다. 여호아하스의 아들 이스라엘 왕 요아스가 하사엘의 아들 벤하닷의 손에서 성읍을 다시 회복하였으니, 이 성읍들은 이스라엘의 왕 여호아하스가 전쟁 중에 빼앗겼던 것이기에 엘리사가 죽을 때 말한 것처럼 요아스가 벤하닷을 3번 쳐서 무찌르고 이스라엘 성읍들을 수복한 것이였다.